# Alfredo Castelli
Alfredo Castelli (Milano, 26. lipnja 1947. – 7. veljače 2024.) bio je talijanski autor i pisac stripova.

## Biografija
Rođen u Milanu, Castelli je svoju strip karijeru započeo u ranoj mladosti, stvarajući strip Scheletrino, humorističnu seriju za talijanski strip Diabolik, kada je imao samo 16 godina.
Godine 1966. s Paolom Salom stvorio je Comics Club 104, prvi talijanski fanzin posvećen stripu. Godinu dana kasnije Castelli je počeo pisati scenarije za nekoliko talijanskih stripova, uključujući Pedrito el Drito i Piccola Eva koje su objavili Universo, Cucciolo i Tiramolla za Edizioni Alpe i Topolino za Mondadori.
Castelli se zatim proširio na televiziju, napisavši nekoliko reklama, kao i seriju Cappuccetto a Pois s Marijom Perego i scenarij za film Il tunel sotto il mondo. Godine 1969. godine sudjelovao je u humorističnom časopisu Tilt. Godinu dana kasnije, zajedno s Pierom Carpijem, Castelli je stvorio časopis Horror u kojem je objavio svoju strip Zio Boris. Zatim se pridružio osoblju Il Corriere dei Ragazzi kao urednik/umjetnik/pisac. Za ovaj je časopis stvorio L'Ombra, osobni prikaz Nevidljivog čovjeka kojeg je nacrtao Ferdinando Tacconi; Gli Aristocratici, skupina gospode lopova, opet Tacconijeve umjetnosti; Otto Kruntz, ludi znanstvenik kojeg je nacrtao Daniele Faragazzi; i L'Omino Bufo, apsurdistički humoristični strip koji je Castelli sam nacrtao.
Godine 1978. Castelli je za magazin Supergulp napisao avanture Allana Quatermaina, istraživača specijaliziranog za arheološke misterije koji su nagovijestili najpoznatije Castellijevo stvaralaštvo.
Iste godine Castelli započinje suradnju s izdavačem Sergiom Bonellijem, pišući priče za Zagora i Mister Noa. Dvije godine kasnije, poslao je ideju za novu seriju Bonelliju na temelju njujorškog istraživača koji je istraživao znanstvene misterije: nakon dvije godine trudnoće, 1982. stvorio je Martina Mystèrea. Serija koju je u početku crtao Giancarlo Alessandrini, označila je prekretnicu u talijanskoj povijesti popularnog stripa, uvodeći moderne i sofisticirane teme na tržište kojim dominiraju tradicionalne pustolovine namijenjene mlađoj publici. Martin Mystère otvorio je vrata mnogim drugim likovima npvpg smjera, kako Bonellija, tako i drugih izdavača.
Godine 1983. Castelli i Guido "Silver" Silvestri oživjeli su časopis Eureka. Međutim, propalo je nakon samo 12 izdanja. Godine 1992. Castelli je lansirao novu seriju Zona X, spin-off Martina Mystèrea, koja je trajala do 1999. godine.
Castelli je također napisao knjigu o prvih 25 godina američkog novinskog stripa (1895–1919) pod naslovom Eccoci ancora qui.